# Jean de La Tour
Ne doit pas être confondu avec Jean Delatour.
Jean de La Tour (parfois appelé La Tour d'Auvergne) est un cardinal français né en 1325/1328 en  Auvergne  et décédé le  15 avril 1374 à Avignon. Il est un neveu du cardinal Bernard de La Tour (1342) et un parent du pape Grégoire XI. Jean de La Tour est membre de l'ordre des bénédictins de Cluny.

## Repères biographiques
Jean de La Tour est prieur du monastère de Brou-en-Bresse, abbé de l'abbaye de Saint-Benoît-sur-Loire à Saint-Benoît-sur-Loire et chantre du chapitre de Lyon.
Il  est créé cardinal par le pape Grégoire XI lors du consistoire du 30 mai 1371.